# Ronald William Clark
Ronald William Clark (2 de noviembre de 1916 – 1987) fue un escritor británico autor de biografías, obras de ficción y no-ficción.
Nacido en Londres, Clark concurre al King's College School. En 1933, comienza una carrera como periodista, y es corresponsal de Guerra durante la Segunda Guerra Mundial, luego de que no lo aceptan en el ejército por problemas médicos. Como corresponsal de Guerra desembarca en Juno Beach con las tropas canadienses el Día D. Sigue la Guerra hasta su conclusión, y permanece en Alemania informando sobre los principales juicios de los crímenes de guerra..
Regresa a Inglaterra en 1948, donde comienza una carrera como escritor. Escribe mucho sobre temas que abarcan desde montañismo (más de una docena de obras), la bomba atómica, el Castillo de Balmoral, y los exploradores, como también novelas sobre historia alternativa. También escribe varias biografías de diversos personajes históricos, incluidos: Charles Darwin, Thomas Edison, Albert Einstein, Benjamin Franklin, Sigmund Freud, J.B.S. Haldane, V. I. Lenin, Bertrand Russell, Ernst Chain, y William F. Friedman.

## Obras selectas
- The Day the Rope Broke: The Story of the First Ascent of the Matterhorn (1965)
- Queen Victoria's Bomb (science fiction, 1967)
- JBS: The Life and Work of J.B.S. Haldane (1968) ISBN 0-340-04444-6
- The Last Year of the Old World (US: The Bomb That Failed) (Alternate history, 1970) ISBN 0-224-61778-8
- Einstein: The Life and Times (1972) ISBN 0-380-01159-X
- Edison: The Man Who Made The Future (1977) ISBN 0-399-11952-3.
- The Man Who Broke Purple: the Life of Colonel William F. Friedman, Who Deciphered the Japanese Code in World War II (1977).
- The Greatest Power on Earth: The Story of Nuclear Fission (1980) ISBN 0-283-98715-4
- Bertrand Russell and His World (1981) ISBN 0-500-13070-1
- Balmoral, Queen Victoria's Highland Home (1981) ISBN 0-500-25078-2
- The Survival of Charles Darwin (1984) ISBN 0-380-69991-5
- Works of Man (1985) ISBN 0-670-80483-5, ISBN 978-0-670-80483-2, 'A History of Invention and Engineering from the Pyramids to the Space Shuttle'.[1]